# 背包

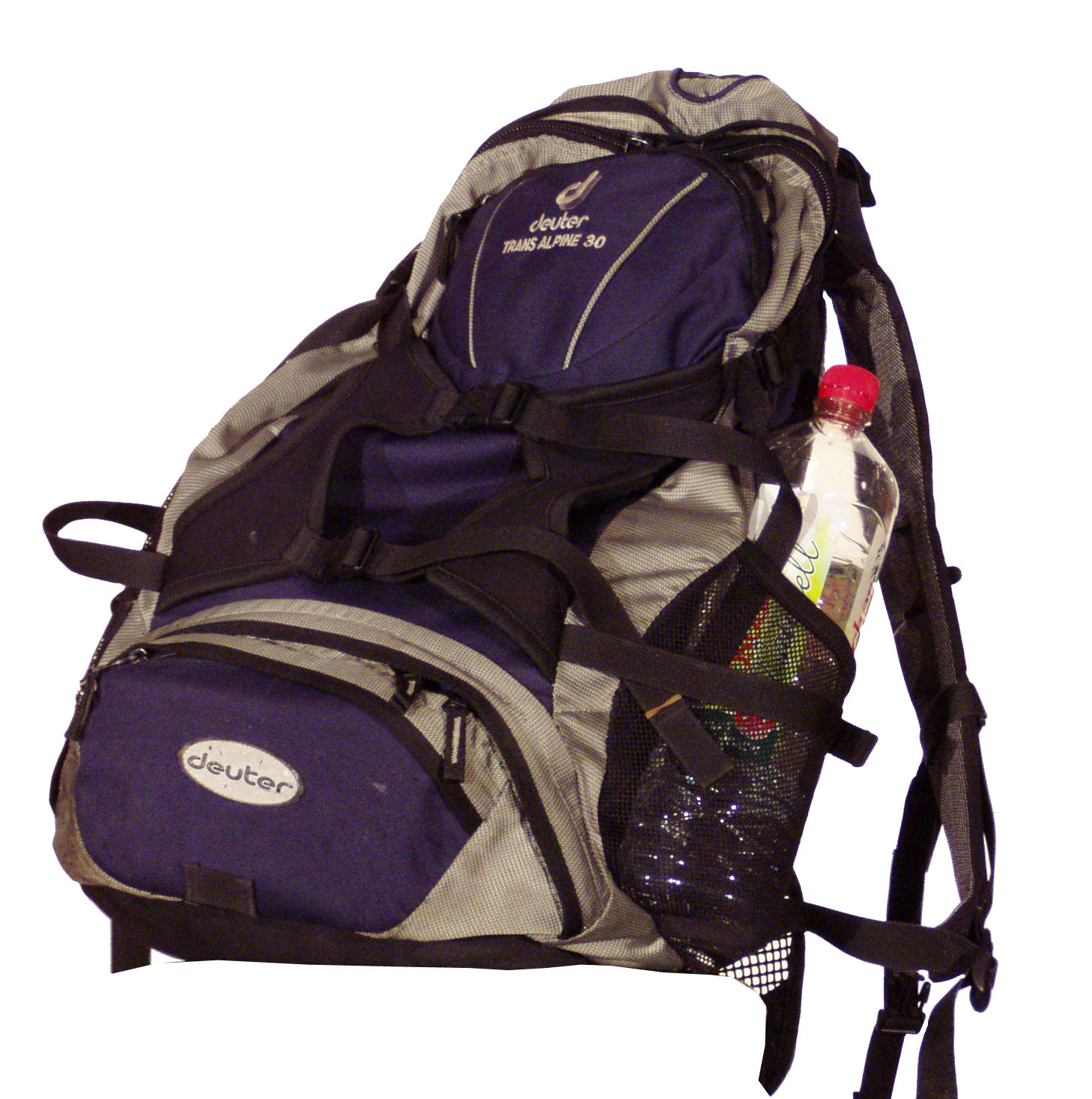
無支架式戶外背包。

背包，又稱背囊，是一種附帶一至兩條肩帶，可以掛在人類背部的行李袋。從近代行軍荷載物品用途，發展而成為現代的背包。雖然在構造與材料上都有改進，但是其主要構造系統仍然是肩帶與行李袋。由於人類難以單靠雙手持久地提著重物，因此背包往往是用來攜帶或者搬運重物的首選工具。
根據不同的應用，戶外活動如散步、登山、遠足、旅行及騎單車等，又或者是日常逛街及上學等，使用背包時都會講求舒適與輕便。當負重時，如貨物運輸、露營和行軍等，所使用的背包設計都會有所不同，例如會採用更為透氣的材質，內側加上支持框架，將重量轉移至臀部，或者肩帶可以加入填充物件以減少肩背的壓力及附有腰帶等。

## 名稱

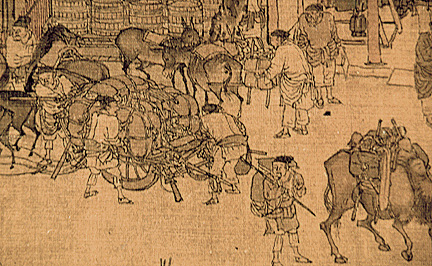
清明上河圖截圖中，有人揹著物品在節慶中行走。

在華人社會，稱之為背包或背囊，就是意指「背」負的行「囊」；日文中有兩種用詞，一是用漢字，另一用，是音譯自德文的片假名；而韓語稱背包為或，是漢字「背囊」的諺文，而是音譯自英文的；越南語用詞是是法語詞的音譯，其發音也與漢語的「背囊」接近。
德語中的背包是，是由（背部）與（布袋）兩字所組成，丹麥語的、挪威語的、瑞典語的、以及荷蘭語的都是同源字。俄語中的背包，是借用德語轉寫斯拉夫字母變成的；在英國，是引用德語外來詞為背包一字，而美國有兩種用字，其軍中沿用一字，然而1910年代，美國民間從（錢袋）與（綁袋）兩種袋子，演變成一種袋口穿有繩子，繩子兩端固定在底部的袋子，可以揹在肩上的，後來就成為現代美式英文中背包的通用字。
西班牙語中的背包是，是從（信差）一詞演變而來，葡萄牙語的、加泰羅尼亞語的都是同源字。法語中背包是，字面意思就是「在背上的袋子」。

## 演變

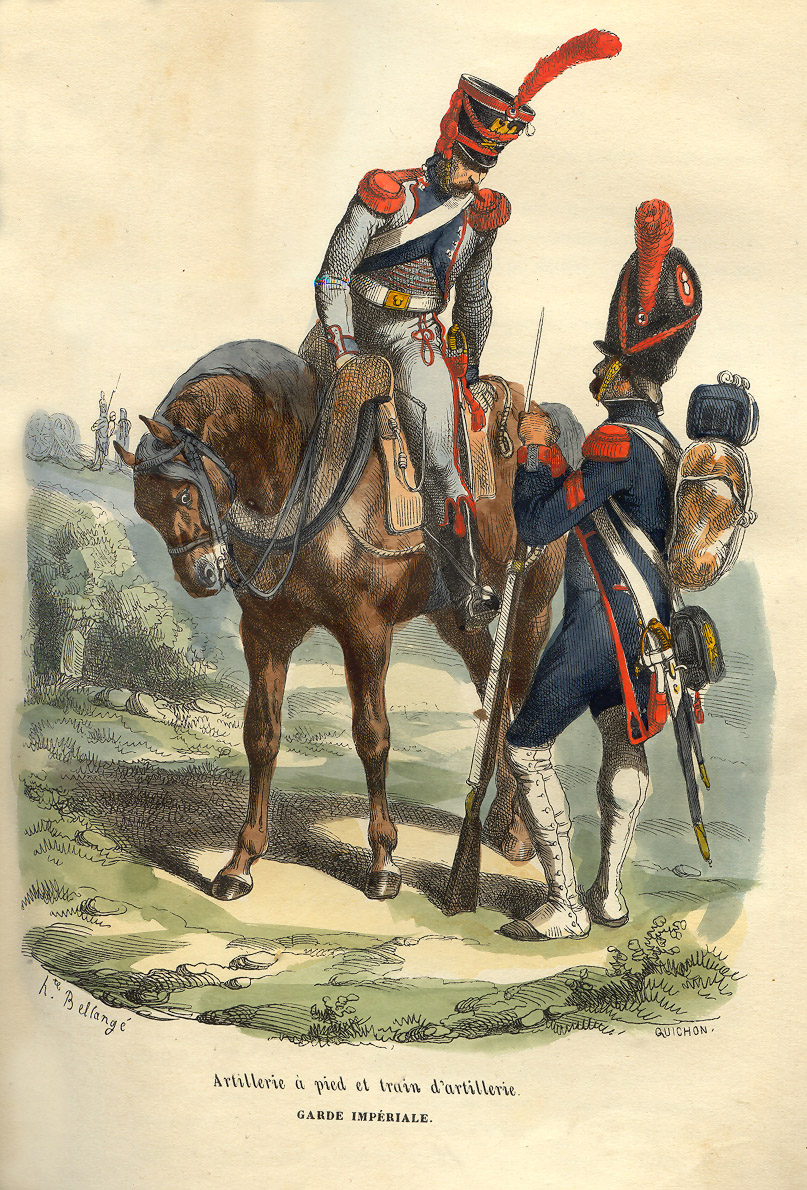
1843年發行之《拿破崙歷史》一書中的插圖，紫金軍團皇家衛隊步兵的配備中有背包。

在許多民族都有發現背包的原型，其中已知最早的「背包」原型，為死於公元前3300年的冰人奧茨的遺物，用 3 根樹枝綁成支架，加上網與獸皮，揹在背上載物品，但也有研究人員認為那是雪鞋。
在中國古代，人們為便於長途運送物資或旅行，除了使用馬匹、推車等載具外，也會製作可揹式的支架，靠人力載著物資前進。在日本，仍保留著傳統的背負支架，稱為。
現代背包源自歐洲，13世紀時，歐洲各國的軍隊，開始採用麻質或棉亞麻混紡的帆布，來加強防禦工事，後來他們用這些布料製造成袋子來搬運物資，隨後為能讓部隊可以承受惡劣天氣，需要隨身攜帶一些衣物、糧食與生存裝備，便使用這些布料袋子，採自傳統背架的觀念，設計出可以肩負在背上的布袋。1551年發行的瑞典字典中，首次收錄有（即今）一字，並說明字源為中古高地德語，用以收納物品，可見當時背包已在中、北歐，廣泛被地人們所使用，或已為人所熟知。
直至1936年，在法國德龍省安內鴻（Anneyron）城，一間剛成立了6年的家庭式公司勒富馬（Lafuma），推出了一個擁有多項專利的背包，其設計完善，為背包帶入新的發展階段。

## 結構

### 無支架式
無支架式背包的構造，主要是袋子與肩帶，通常採用輕便耐用的布料製成，以達到重量輕、攜帶容易、方便收藏的需求，與有支架的背包相比，較不能保持一個固定的形狀，可負載重量較少等差異，而售價也相對低廉。為能加強無支架式背包的支撐力、舒適性，有些無支架背包會在貼近背部處，加上填充料、或特殊布料，或改良肩帶的設計，又或加上腰帶等；也有些無支架式背包，採簡化設計，以求輕便、通風、耐磨。
無支架式背包常見應用於軍旅攜帶個人物品、學生裝載書本教具、人們在戶外活動時帶的輕裝備、又或是放置日常隨身物品、手提電腦、攝影器材等。

### 外支架式

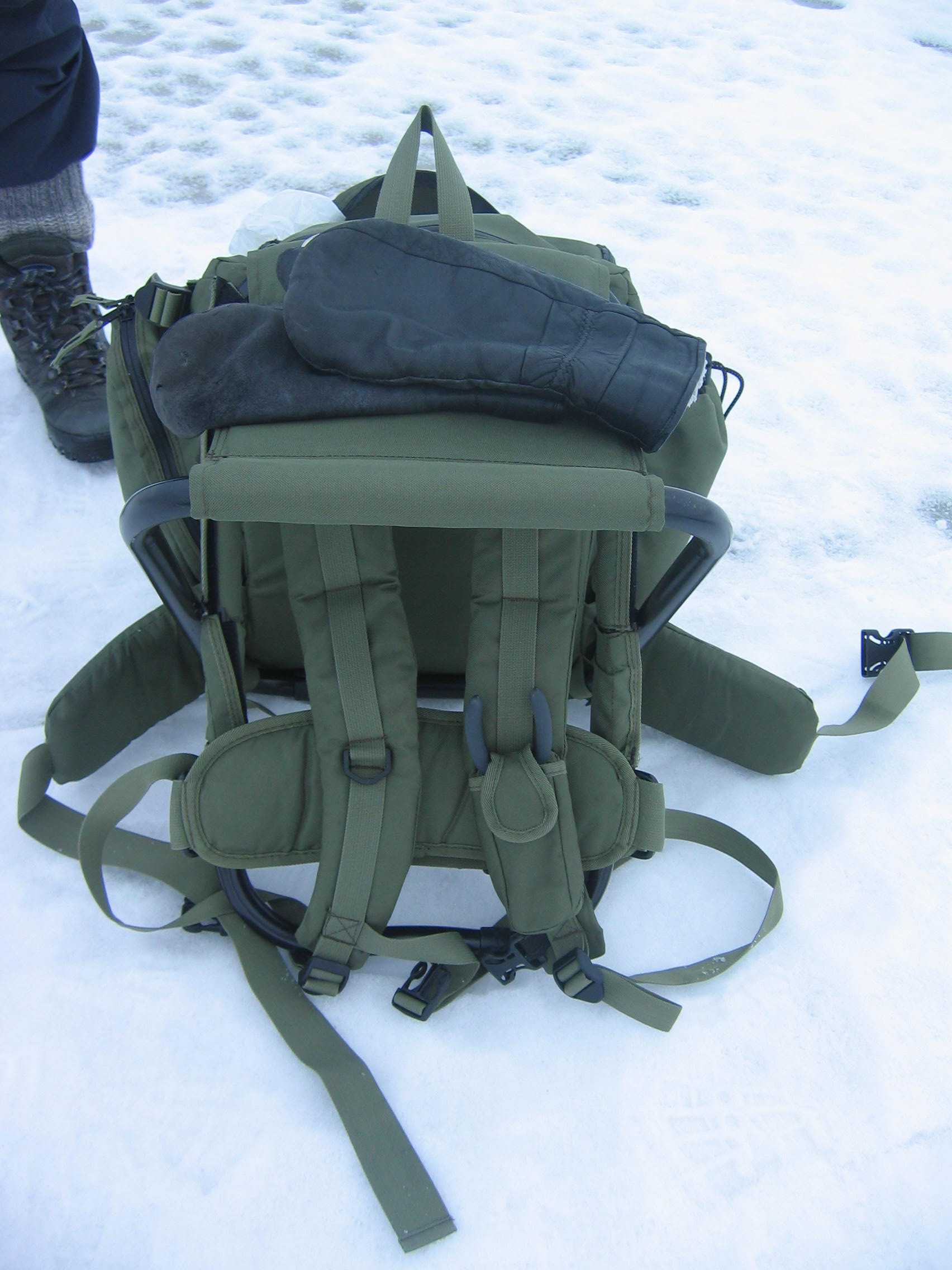
可以當櫈子使用的外架式背包。

外支架式背包已經存在了數個世紀，特色是支撐袋子的支架露在外面，有些支架可以與袋子分離。隨著材料與技術的進步，外支架式背包也不斷演進，支架由從前的木材及鐵，到現在的鋁合金及塑料，肩帶也有舒適的軟墊與設計，有些附有腰帶以貼近腰背，良好的透氣便於在炎熱的氣候中被揹負。